# 765 Mattiaca
765 Mattiaca је астероид главног астероидног појаса са средњом удаљеношћу од Сунца која износи 2,544 астрономских јединица (АЈ).
Апсолутна магнитуда астероида је 12,4 а геометријски албедо 0,084.